# South Waverly
South Waverly è una borough degli Stati Uniti d'America, nella contea di Bradford nello Stato della Pennsylvania. Secondo il censimento del 2000 la popolazione è di 987 abitanti.

## Società

### Evoluzione demografica
La composizione etnica vede una maggioranza di quella bianca (97,16%), seguita dai nativi americani (0,51%) dati del 2000.
| borough di South Waverly Popolazione |     |
| 2000                                 | 987 |
| Stima al 2009                        | 957 |